# Colombo (Distrikt)
Koordinaten: 6° 56′ N, 79° 51′ O
Colombo (singhalesisch කොළඹ දිස්ත්‍රික්කය kol̠am̆ba distrikkaya; Tamil கொழும்பு மாவட்டம் Koḻumpu māvaṭṭam) ist ein Distrikt in der Westprovinz in Sri Lanka. Der Hauptort ist Colombo.

## Geografie
Der Distrikt Colombo liegt an der Westküste Sri Lanka am Golf von Mannar und gehört zur Westprovinz. Nachbardistrikte sind Gampaha im Norden, Kegalle im Nordosten, Ratnapura im Osten und Südosten, Kalutara im Süden und der Golf von Mannar im Westen.
Der Distrikt Colombo hat eine Fläche von 699 Quadratkilometern (davon 676 Quadratkilometer Land und 23 Quadratkilometer Binnengewässer). Damit ist er der flächenmäßig kleinste Distrikt Sri Lankas.

## Bevölkerung
Nach der Volkszählung 2012 hat der Distrikt Colombo 2.324.349 Einwohner. Mit 3.438 Einwohnern pro Quadratkilometer liegt die Bevölkerungsdichte deutlich über dem Durchschnitt Sri Lankas (325 Einwohner pro Quadratkilometer). Von den Bewohnern waren 1.140.472 (49,07 %) männlichen und 1.183.877 (50,93 %) weiblichen Geschlechts. Die Bevölkerung ist ausgesprochen jung. Dies verdeutlicht ein Blick auf die Altersverteilung.
| Alter  | 0–9 Jahre | 10–19 Jahre | 20–29 Jahre | 30–39 Jahre | 40–49 Jahre | 50–59 Jahre | 60–79 Jahre | 80 Jahre und mehr |
| Anzahl | 339.498   | 340.253     | 380.707     | 362.784     | 317.566     | 267.597     | 279.363     | 36.581            |
| Anteil | 14,61 %   | 14,64 %     | 16,38 %     | 15,61 %     | 13,66 %     | 11,51 %     | 12,02 %     | 1,57 %            |

### Bevölkerung des Distrikts nach Volksgruppen
Die Singhalesen stellen die Bevölkerungsmehrheit der Einwohnerschaft des Distrikts Colombo. Doch gibt es große Minderheiten anderer Volksgruppen.
Singhalesen

Knapp über 75 % der Bewohner gehören zur Volksgruppe der Singhalesen. Der Süden und die östlichen Divisions sind klar singhalesisch besiedelt. Doch in der Hauptstadtregion gibt es zahlreiche Angehörige anderer Volksgruppen. In der Division Colombo sind nur 24,98 % der Bevölkerung Singhalesen. Sie sind dort nur die drittgrößte Ethnie. Auch die Divisions Thimbirigasyaya (52,74 % Singhalesen), Dehiwala (60,50 %) und Kolonnawa (67,43 %) sind ethnisch gemischt. Der singhalesische Bevölkerungsanteil bewegt sich zwischen 24,98 % in Colombo und 98,12 % in Homagama.
Moors

Zweitstärkste Volksgruppe und somit größte Minderheit sind die Moors oder tamilischsprachigen Muslimen. In Colombo haben allerdings viele der dort geborenen Moors Singhalesisch als Hauptsprache. Sie bilden die stärkste Bevölkerungsgruppe in der Division Colombo (40,06 %). Auch in den Divisions Kolonnawa (21,36 %), Dehiwala (20,84 %) und Thimbirigasyaya (15,11 %) sind sie weit überdurchschnittlich vertreten. In sieben der dreizehn Divisions dagegen leben nur vereinzelte Angehörige ihrer Volksgruppe. Ihr Anteil bewegt sich zwischen 0,25 % in Homagama und 40,06 % in Colombo.
Sri-lankische Tamilen

Die sri-lankischen Tamilen stellen die drittgrößte Volksgruppe. Stark vertreten sind sie in den Divisions Colombo (31,11 %), Thimbirigasyaya (28,02 %), Dehiwala (14,45 %) und Kolonnawa (8,38 %). In sieben der dreizehn Divisions dagegen leben nur vereinzelte Angehörige ihrer Volksgruppe. Ihr Anteil bewegt sich zwischen 0,85 % in Homagama und 31,11 % in Colombo.
Indische Tamilen

Die indischstämmigen Tamilen sind eine kleine Minderheit. Sie leben überwiegend in den Divisions Seethawaka (Hanwella) (7733 Personen; 6,79 % Anteil), Colombo (6259; 1,94 %) und Thimbirigasyaya (3450; 1,45 %). Ihr Anteil bewegt sich zwischen 0,17 % in Homagama und 6,79 % in Seethawaka (Hanwella).
Malaien

Mehr als 30 % aller Malaien des Landes leben im Distrikt Colombo. Dennoch sind sie auch dort eine kleine Minderheit. Sie sind Nachfahren von Zuwanderern aus der Zeit der europäischen Kolonisation (Holländische Herrschaft). Mit Ausnahme der Divisions Padukka und Seethawaka (Hanwella) streuen sie sich über den ganzen Distrikt. Die größten Kolonien sind in den Divisions Colombo (3687 Personen; 1,14 % Anteil), Kolonnawa (2310; 1,21 %) und Thimbirigasyaya (2042; 0,86 %) zuhause. Ihr Anteil bewegt sich zwischen 0,07 % in Seethawaka (Hanwella) und 1,21 % in Kolonnawa.
Burgher

In beinahe allen Divisions – Ausnahmen sind die Divisions Padukka und Seethawaka (Hanwella) – gibt es zahlreiche Angehörige dieser Volksgruppe. Dennoch sind sie auch dort eine kleine Minderheit. Die größten Kolonien sind in den Divisions Maharagama (1525 Personen; 0,78 % Anteil), Dehiwala (1505; 1,69 %) und Kesbewa (1446; 0,59 %) zuhause. Ihr Anteil schwankt zwischen 0,06 % in Padukka und 1,69 % in Dehiwala.
| Jahr                                                    | Singhalesen1 | Singhalesen1 | Sri-Lanka-Tamilen2 | Sri-Lanka-Tamilen2 | Tamilen2 | Tamilen2 | Moors3  | Moors3  | Burgher | Burgher | Malaien | Malaien | Andere4 | Andere4 | Total     | Total    |
| Jahr                                                    | No.          | %            | No.                | %                  | No.      | %        | No.     | %       | No.     | %       | No.     | %       | No.     | %       | No.       | %        |
| ------------------------------------------------------- | ------------ | ------------ | ------------------ | ------------------ | -------- | -------- | ------- | ------- | ------- | ------- | ------- | ------- | ------- | ------- | --------- | -------- |
| 1981                                                    | 1.318.835    | 77,61 %      | 170.590            | 10,04 %            | 19.824   | 1,17 %   | 139.743 | 8,22 %  | 19.688  | 1,16 %  | 22.233  | 1,31 %  | 8.328   | 0,49 %  | 1.699.241 | 100,00 % |
| 2001                                                    | 1.724.459    | 76,60 %      | 247.739            | 11,00 %            | 24.821   | 1,10 %   | 202.731 | 9,01 %  | 15.703  | 0,70 %  | 21.778  | 0,97 %  | 14.043  | 0,62 %  | 2.251.274 | 100,00 % |
| 2012                                                    | 1.778.971    | 76,54 %      | 235.090            | 10,11 %            | 24.289   | 1,04 %   | 249.609 | 10,74 % | 13.306  | 0,57 %  | 14.444  | 0,62 %  | 8.640   | 0,37 %  | 2.324.349 | 100,00 % |
| Quelle: Volkszählungen in Sri Lanka 1981, 2001 und 2012 |              |              |                    |                    |          |          |         |         |         |         |         |         |         |         |           |          |

1 Tiefland- und Kandy-Singhalesen zusammen

2 Sri-Lanka-Tamilen und indische Tamilen separat

3 nur sri-lankische Moors

4 davon 2001 1.499 Sri Lanka Chetties und 767 Bharathas; 2012 915 Sri Lanka Chetties und 690 Bharathas

### Bevölkerung des Distrikts nach Bekenntnissen
Die Verteilung der Glaubensbekenntnisse ist großteils ein Spiegelbild der ethnischen Verhältnisse. Dennoch gibt es bei genauerer Betrachtung bedeutende Unterschiede zum Rest des Landes. Zwar ist der Buddhismus wegen der singhalesischen Bevölkerungsmehrheit in der Überzahl. Doch gehören weit mehr als 100.000 Singhalesen zur christlichen Minderheit. Besonders deutlich wird dies in der Division Moratuwa. Dort sind zwar 94,33 % der Gesamtbevölkerung Singhalesen. Doch sind nur 68,21 % der Einwohnerschaft Buddhisten und immerhin 27,56 % Christen. Trotz zahlreicher Rückübertritte – vom Christentum zum Buddhismus – von Singhalesen in den vergangenen 200 Jahren war das Christentum deshalb bis 2001 zweitstärkste Religion. Sie wurden nun vom Islam, dem die Moors und Malaien angehören, überholt. Der Hinduismus, dem die Mehrheit der sri-lankischen und indischen Tamilen angehört, ist im Distrikt Colombo nur die viertstärkste Glaubensgemeinschaft.
| Jahr                                                    | Buddhisten | Buddhisten | Hindus  | Hindus | Muslime | Muslime | Katholiken | Katholiken | andere Christen | andere Christen | Andere | Andere | Total     | Total    |
| Jahr                                                    | No.        | %          | No.     | %      | No.     | %       | No.        | %          | No.             | %               | No.    | %      | No.       | %        |
| ------------------------------------------------------- | ---------- | ---------- | ------- | ------ | ------- | ------- | ---------- | ---------- | --------------- | --------------- | ------ | ------ | --------- | -------- |
| 1981                                                    | 1.196.964  | 70,44 %    | 130.215 | 7,66 % | 168.863 | 9,94 %  | 159.947    | 9,41 %     | 40.598          | 2,39 %          | 2.654  | 0,16 % | 1.699.241 | 100,00 % |
| 2001                                                    | 1.578.248  | 70,10 %    | 194.743 | 8,65 % | 241.944 | 10,75 % | 181.920    | 8,08 %     | 51.334          | 2,28 %          | 3.085  | 0,14 % | 2.251.274 | 100,00 % |
| 2012                                                    | 1.632.225  | 70,22 %    | 186.454 | 8,02 % | 274.087 | 11,79 % | 162.314    | 6,98 %     | 66.994          | 2,88 %          | 2.275  | 0,10 % | 2.324.349 | 100,00 % |
| Quelle: Volkszählungen in Sri Lanka 1981, 2001 und 2012 |            |            |         |        |         |         |            |            |                 |                 |        |        |           |          |

### Bevölkerungsentwicklung
Die Bevölkerung des Distrikts Colombo wächst seit der Jahrtausendwende für sri-lankische Verhältnisse schwach. Im Zeitraum von 2001 bis 2012 (den beiden letzten Volkszählungsjahren) betrug der Zuwachs nur 73.075 Menschen. Dies ist ein Wachstum von 3,24 %. Seit der Unabhängigkeit hat die Einwohnerschaft in den Grenzen des alten Distrikts um 170 % zugenommen.
Anmerkung: wegen der Übersichtlichkeit ist die Gesamtbevölkerung der Distrikte  Colombo und Gampaha (1978 getrennt) in der Tabelle aufgeführt.
Und zudem die Daten ab 1981:

### Bedeutende Orte
Weitere große Orte sind Battaramulla, Dalugama, Homagama, Kolonnawa, Kotikawatta, Maharagama und Mulleriyama.

## Geschichte
Der Distrikt wurde mit der Distriktreform vom 31. August 1978 geteilt. Aus Teilen des bisherigen Distrikts Colombo entstand so der Distrikt Gampaha.

## Lokalverwaltung
Der Vorsteher des Distrikts trägt den Titel District Secretary. Der Distrikt ist weiter in dreizehn Divisionen (unter einem Division Secretary) unterteilt. Die Städte und größeren Orte haben eine eigene Verwaltung (Gemeindeparlament oder Gemeinderat). Es gibt 557 Dorfverwaltungen (Grama Niladharis) für die 804 Dörfer im gesamten Distrikt.
| Name                      | Hauptort    | Einwohner 2012 | Fläche in km² | Dichte | GN  | Dörfer |
| Colombo                   | Colombo     | 323.257        | 18            | 17.959 | 35  | 0      |
| Dehiwala                  | Dehiwala    | 88.962         | 8             | 11.120 | 15  | 0      |
| Hanwella                  | Hanwella    | 113.807        | 150           | 759    | 68  | 214    |
| Homagama                  | Homagama    | 237.905        | 121           | 1.966  | 81  | 93     |
| Kaduwela                  | Malabe      | 252.041        | 88            | 2.864  | 57  | 259    |
| Kesbewa                   | Piliyandala | 245.232        | 64            | 3.832  | 73  | 0      |
| Kolonnawa                 | Kolonnawa   | 191.687        | 28            | 6.846  | 46  | 104    |
| Maharagama                | Maharagama  | 196.423        | 38            | 5.169  | 41  | 49     |
| Moratuwa                  | Moratuwa    | 168.280        | 20            | 8.414  | 42  | 0      |
| Padukka                   | Padukka     | 65.267         | 110           | 593    | 46  | 85     |
| Rathmalana                | Rathmalana  | 95.506         | 13            | 7.347  | 13  | 0      |
| Sri Jayawardanapura Kotte | Rajagiriya  | 107.925        | 17            | 6.349  | 20  | 0      |
| Thimbirigasyaya           | Narahempita | 238.057        | 24            | 9.919  | 20  | 0      |
| Distrikt Colombo          | Colombo     | 2.324.349      | 676           | 3.438  | 557 | 804    |